# Anisodes albipupillata
Anisodes albipupillata là một loài bướm đêm trong họ Geometridae.